# جورج لورانس ستون
جورج لورانس ستون (بالإنجليزية: George Lawrence Stone)‏ هو طبال وملحن أمريكي، ولد في 1 نوفمبر 1886 في ماساتشوستس في الولايات المتحدة، وتوفي في 19 نوفمبر 1967.

## وصلات خارجية
- جورج لورانس ستون على موقع ميوزك برينز (الإنجليزية)